# 小暮あき
小暮 あき（こぐれ あき、1985年9月11日 - ）は、日本のタレント、モデル、元レースクイーン。兵庫県出身。
トータルベネフィット所属時は小栗あき（おぐりあき）として活動していたが、2008年東京へ上京。
2016年をもってレースクイーン卒業を発表。
現在は芸能プロダクション株式会社inceptionに所属している。

## 人物・来歴
- 趣味：ブログ更新
- 特技：イラスト・短距離走
- 好きな色：ピンク
- ファッションデザイナーの姉がいる[2]。
- ペットはうさぎの「マロロ」。
- 友人にハンコックレディ時代の相方、よしのひろこがいる。また、よしのひろこを「ぽんぽん」とも呼んでいる。

## レースクイーン
- 2008年 SUPER GT HANKOOK Lady
- 2009年 SUPER GT HANKOOK Lady
- 2010年 全日本ロードレース・MotoGP BRIDGESTONE BATTLAX Lady
- 2012年 全日本ロードレース選手権 MuSASHi RTハルクプロ Lady

## 出演
- 名古屋ドリームカーショー
- 東京オートサロン
- 大阪オートメッセ

### TV出演
- ぐるぐるナインティナイン - （日本テレビ）
- サーキットの星(CS371ch)
- Perfumeの気になる子ちゃん - （日本テレビ）
- ホリさまぁ〜ず（TBS） -　2009年7月14日放送分

### 舞台
- チームIMAGINE特別公演 らめらめ（2010年5月18日 - 23日、八幡山ワーサルシアター、ダブルキャスト・月組）
- FLYING PIRATES ネバーランド漂流記-featuringGUY'S-（サンリオピューロランド）- アリエル 役

### WEB出演
- motorstationSUPER GTレースレポート(2008年)